# العف

تعديل مصدري - تعديل

العف هي إحدى قرى عزلة جيشان بمديرية جيشان التابعة لمحافظة أبين، بلغ تعداد سكانها 224 نسمة حسب تعداد اليمن لعام 2004.